# Théorème de l'enveloppe
Le théorème de l'enveloppe est un résultat de la différentiabilité de la fonction objective d'un problème d'optimisation paramétré. Quand les paramètres de la fonction objective changent, le théorème de l'enveloppe montre que les changements dans l'optimiseur de l'objectif ne contribuent pas au changement dans la fonction objective. Le théorème de l'enveloppe est un outil important pour la comparaison des modèles d'optimisation.

## Théorème
Notons {\displaystyle f(x,\alpha )} et {\displaystyle g_{j}(x,\alpha ),j=1,2,\ldots ,m} valeurs réelles sur {\displaystyle \mathbb {R} ^{n+l}} et {\displaystyle x\in \mathbb {R} ^{n}} sont des variables et {\displaystyle \alpha \in \mathbb {R} ^{l}} sont des paramètres. On considère le problème de trouver {\displaystyle x} pour une certaine valeur de {\displaystyle \alpha } :
{\displaystyle \max _{x}f(x,\alpha )} sachant que {\displaystyle g_{j}(x,\alpha )\geq 0,j=1,2,\ldots ,m} et {\displaystyle x\geq 0}.
L'expression du Lagrangien de ce problème est
{\displaystyle {\mathcal {L}}(x,\lambda ,\alpha )=f(x,\alpha )+\lambda \cdot g(x,\alpha )}
où {\displaystyle \lambda \in \mathbb {R} ^{m}}  sont les multiplicateurs de Lagrange. Soit {\displaystyle x^{\ast }(\alpha )} et {\displaystyle \lambda ^{\ast }(\alpha )} la solution qui maximise la fonction objective f sous réserve des contraintes (et donc sont des points col du Lagrangien),
{\displaystyle {\mathcal {L}}^{\ast }(\alpha )\equiv f(x^{\ast }(\alpha ),\alpha )+\lambda ^{\ast }(\alpha )\cdot g(x^{\ast }(\alpha ),\alpha ),}
et on définit la valeur de la fonction
{\displaystyle V(\alpha )\equiv f(x^{\ast }(\alpha ),\alpha ).}
Ensuite, nous avons le théorème suivant,.
Théorème: Supposons que {\displaystyle V} et {\displaystyle {\mathcal {L}}} sont des fonctions continûment dérivables. Alors :
{\displaystyle {\frac {\partial V(\alpha )}{\partial \alpha _{k}}}={\frac {\partial {\mathcal {L}}^{\ast }(\alpha )}{\partial \alpha _{k}}}={\frac {\partial {\mathcal {L}}(x^{\ast }(\alpha ),\lambda ^{\ast }(\alpha ),\alpha )}{\partial \alpha _{k}}},k=1,2,\ldots ,l}
où {\displaystyle \partial {\mathcal {L}}/\partial \alpha _{k}=\partial f/\partial \alpha _{k}+\lambda \cdot \partial g/\partial \alpha _{k}}